# Evangelikalisme
Evangelikalisme (en: Evangelicalism) er en bred betegnelse for kristne grupper, kirker og enkeltpersoner, der, trods konfessionelle forskelle, deler visse ligheder i form af en konservativ teologi, vægtlægning på en personlig tro og omvendelse og på de kristnes ansvar for mission. Evangelikale findes i stort talt blandt de fleste protestantiske, angelikanske og uafhængige kirkesamfund; men også enkelte personer indenfor den katolske og ortodokse kirke kan indentificere sig med den evangelikale teologi.
Betydningen af at være evangelisk er en anden, og betegner ikke nødvendigvis en konservativ teologi, selvom disse nemt sammenblandes.

## Tro
De evangelikale betoner følgende elementer i deres tro:
- Herren Jesus Kristus er den eneste vej til frelse gennem tro på ham.
- Personlig tro og omvendelse sker gennem genfødelse ved Helligånden.
- En anerkendelse af det inspirerede Guds Ord (Bibelen) som det eneste grundlag for tro og kristen livsførelse.
- Den kristnes forpligtelse til et bibelsk vidnesbyrd, evangelisation, mission for at bringe andre til tro på Kristus.

## Udbredelse
I år 2000 regnede man med, at der var 420 millioner (6.9% af verdens befolkning), der kunne betegnes som evangelikale med en vækst på 4,7%.
Den evangelikale bevægelse begyndte sin vækst efter vækkelserne i det 18. og 19. århundrede. Det 19. og 20. århundrede førte til udvidelse af missionsområdet til nye lande. Den største vækst kom dog i den sidste halvdel af det 20. århundrede som et resultatet af en voldsom ekspansion i ikke-vestlige lande. I 1960 var der 84,5 millioner (2,8%), hovedsageligt vestlige kristne. I 1980 ændrede dette billede sig, og i 2025 regner man med, at 83% af verdens evanglikale findes i ikke-vestlige lande.